# Староякшеєво
Староякше́єво (рос. Староякшеево, башк. Иҫке Яҡшый) — присілок у складі Балтачевського району Башкортостану, Росія. Входить до складу Старобалтачевської сільської ради.
Населення — 528 осіб (2010; 555 у 2002).
Національний склад:
- башкири — 82 %